# Carrie Nye
Carrie Nye, all'anagrafe Carolyn Nye McGeoy (Greenwood, 14 ottobre 1936 – Manhattan, 14 luglio 2006) è stata un'attrice statunitense.

## Biografia
Dopo gli studi all'accademia di recitazione di Yale, cominciò a calcare le scene al Williamstown Theatre Festival, in cui continuò a recitare anche negli anni sessanta e settanta, ricoprendo ruoli principali in classici come Un tram che si chiama Desiderio, Troilo e Cressida e La famiglia Antrobus. Fece il suo debutto a Broadway nel 1960 nella commedia A Second String e ottenne il suo più grande successo nel 1965 con il musical Half a Sixpence, per cui fu candidata al Tony Award alla miglior attrice non protagonista in un musical. Attiva anche in campo televisivo, fu candidata al Premio Emmy nel 1980 per The Scarlett O'Hara War.
Fu sposata con Dick Cavett, conosciuto a Yale, dal 1964 fino alla sua morte, avvenuta per un carcinoma del polmone nel 2006.

## Filmografia

### Cinema
- Il gruppo (The Group), regia di Sidney Lumet (1966)
- La seduzione del potere (The Seduction of Joe Tynan), regia di Jerry Schatzberg (1979)
- Creepshow, regia di George A. Romero (1982)

### Televisione
- Great Performances – serie TV, 1 episodio (1977)
- Cuore e batticuore (Hart to Hart) – serie TV, 1 episodio (1981)
- Sentieri (Guiding Light) – serie TV, 4 episodi (1984)
- A cuore aperto (St. Elsewhere) – serie TV, 1 episodio (1986)